# Первомайский (Гиагинский район)
Первома́йский (адыг. Первомайскэр) — хутор в Гиагинском районе Республики Адыгея. Входит в Гиагинское сельское поселение.

## География
Хутор расположен в юго-западной части Гиагинского района, недалеко от речки Закаляйка. Находится в 10 км к северо-востоку от районного центра — станицы Гиагинская и в 42 км к северу от города Майкоп.
Площадь территории хутора составляет — 0,43 км2, на которые приходятся 0,17 % от общей площади сельского поселения.
Ближайшие населённые пункты: Гиагинская на юге, Касаткин на юго-западе, Зарево на северо-востоке и Келеметов на востоке.
Населённый пункт расположен на Закубанской наклонной равнине, в переходной от равнинной в предгорную зоне республики. Средние высоты на территории хутора составляют 122 метров над уровнем моря. Рельеф местности представляет собой в основном предгорные волнистые равнины, с различными холмисто-бугристыми и курганными возвышенностями и с общим уклоном с юго-запада на северо-восток. Долины рек изрезаны балками и понижениями.
Гидрографическая сеть в основном представлена речкой Закаляйка. К западу от хутора берёт своё начало ручей Первый Псенчук.
Климат мягкий умеренный, с жарким летом и прохладной зимой. Среднегодовая температура воздуха положительная и составляет около +11,5°С. Среднемесячная температура воздуха в июле достигает +23,0°С. Среднемесячная температура января составляет около 0°С. Среднегодовое количество осадков составляет около 750 мм. Основная часть осадков выпадает в период с мая по июль.

## Население
| 2002 | 2010 | 2013 | 2014 | 2015 | 2016 | 2017 |
| ---- | ---- | ---- | ---- | ---- | ---- | ---- |
| 22   | ↘0   | →0   | →0   | →0   | →0   | →0   |
| 2018 | 2019 | 2020 | 2021 | 2023 | 2024 |      |
| →0   | →0   | →0   | →0   | ↗1   | ↘0   |      |

Плотность — 0 чел./км2.